# Sonatine (Miaskovski)
Pour les articles homonymes, voir Sonatine (homonymie).
La Sonatine pour piano, op. 57 est une œuvre de Nikolaï Miaskovski composée en 1942.

## Composition
Nikolaï Miaskovski compose sa Sonatine pour piano en mars 1942. Elle est publiée l'année suivante par les éditions Muzgiz.

## Présentation
L'œuvre est en trois mouvements :
1. Moderato en mi mineur à 
 puis à 
 (mouvement de sicilienne[1]) ;
2. Narrante e lugubre en la mineur à 
 avec quelques mesures à 
 ;
3. Molto vivace ed agitato en mi mineur à 
.

## Analyse
La Sonatine de Miaskovski, comme l'ensemble de son œuvre pour piano, n'est pas abordée dans le Guide de la musique de piano et de clavecin sous la direction de François-René Tranchefort, en 1987.
Guy Sacre considère que cette partition témoigne « d'un changement de style, et même d'orientation : on avait quitté un iconoclaste, un radical, et surtout un pessimiste, enclin aux idées sombres. On retrouve un classique au langage mélodieux, aux harmonies sereines et traditionnelles, un objectif qui rompt avec l'individualisme pour s'adresser au plus grand nombre, un optimiste dont la musique respire la fraîcheur et même la naïveté ».